# Рибалонга (Алижо)
Рибалонга (порт. Ribalonga) — район (фрегезия) в Португалии, входит в округ Вила-Реал. Является составной частью муниципалитета Алижо. По старому административному делению входил в провинцию Траз-уж-Монтиш и Алту-Дору. Входит в экономико-статистический субрегион Доуру, который входит в Северный регион. Население составляет 291 человек на 2001 год. Занимает площадь 9,15 км².